# Manuela Cañizares
Manuela Cañizares y Álvarez (Quito, 27 août 1769 - 1814) est une héroïne précurseur de l'indépendance de l'Équateur. C'est chez elle que se réunit le groupe de patriotes qui, dans la matinée du lendemain, le 10 août 1809, déclara l'indépendance de l'Audience royale de Quito (l'actuelle République de l'Équateur).
Son rôle ne s'est pas limité à être l'hôtesse des patriotes dans la nuit du 9 août 1809 ; Manuela participa aussi activement, encourageant et, selon des témoins, obligeant pratiquement les conjurés à se décider à donner le coup révolutionnaire le lendemain à l'aube, quand quelqu'un éleva un doute sur l'opportunité de le faire.

## Biographie
Fille de Miguel Bermúdez Cañizares, licencié en droit, et d'Isabel Álvarez y Cañizares, Manuela eut trois frères, Mariano, José María et María, qu'elle mentionna dans son testament.
On appelait Manuela Cañizares l'héroïne de l'Indépendance de Quito, car elle l'appuya vigoureusement.
Bien qu'elle appartienne à une famille distinguée, l'union illégitime de ses parents et le fait que son père ne s'occupait pas d'elle ou son esprit rebelle et indépendant l'obligèrent à vivre une vie indépendante où la lutte pour la survie était sa première nécessité. Son amitié pour Manuel Rodríguez de Quiroga, pour qui elle sentait une grande admiration, et sa confiance l'amenèrent à appuyer la cause de l'indépendance. La nuit du 9 août 1809, la maison de Manuela Cañizares abrita la réunion clandestine où l'on organisa les activités de la proclamation de la liberté, en présence de 38 invités, dont Juan Pío Montúfar (es), marquis de Selva Alegre, qui fut nommé président du conseil suprême créé pour remplacer le gouvernement vice-royal.
Plus tard, lors de la répression militaire de la révolution de Quito, Manuela Cañizares dut se cacher quelque temps dans une hacienda de la vallée de los Chillos pendant que le procès criminel s'ouvrait à Quito contre les révolutionnaires et que la peine de mort était demandée contre elle en même temps qu'on la diffamait en la qualifiant de prostituée. Quand elle put retourner à la ville, elle se réfugia chez des amis chers, Miguel Silva et Antonia Luna, qui vivaient dans le quartier de San Roque.
Il ressort de son testament daté du 27 août 1814 qu'elle fut victime des séquelles d'un accident pendant les derniers jours de sa vie, qu'elle était célibataire, sans enfant, et qu'elle gagnait sa vie en faisant des dentelles, en prêtant à intérêts et en louant certains costumes de fête, mais qu'elle avait aussi une propriété où elle élevait du bétail.
Les historiens pensent qu'elle est morte quelques mois après avoir fait son testament, en 1814. Selon l'historien José Dolores Monsalve, elle mourut à l'abri, au couvent de clarisses de Quito, et selon d'autres, elle mourut caché dans la vallée de los Chillos.